# 815號級輕巡洋艦
815號級輕巡洋艦（815ごうがたけいじゅんようかん）是大日本帝國海軍計畫中的一款防空巡洋艦。本級艦於1941年（昭和16年）制定的《昭和17年度艦船補充第一期計畫》（通稱《丸五計畫》）中提出，計畫建造四艘；其主要功能為提供主力戰艦防空火力支援，故其設計思維近似於美國海軍的亞特蘭大級輕巡洋艦。
日本海軍在中途島海戰嚴重失利的結果催生了以建造航空母艦為優先目標的《改丸五計畫》，多數巡洋艦的建造計畫因而被迫中止，本級艦亦於同一時期被取消。

## 同級艦
- 第815號艦 - 第816號艦 - 第817號艦 - 第818號艦